# Cap de Salou
El cap de Salou és un conjunt rocós que s'endinsa cap al mar Mediterrani i que està situat al municipi de Salou, al Tarragonès, a Catalunya. S'enlaira fins a una cota de 75 metres a la zona de la Talaia.
Les característiques rocoses del cap han facilitat la formació al seu voltant de petites però precioses cales, com ara la cala Font, la cala Vinya, la cala Crancs o la cala Morisca.
També s'hi identifiquen nombroses puntes: la punteta Roja, la punta de Porroig, la punta del Lari, la punta Roja, la punta Prima, la punta del Cavall, la punta de la Salada, la punta de la cala Crancs o la punta de la Farola.
Hi trobem algunes platges, entre les quals cal destacar la platja dels Capellans, la platja de Llenguadets, la platja Llarga i la platgeta de la Penya Tallada.
La zona on està ubicat el Far del Cap de Salou, inaugurat el 1858 i actualment en funcionament, es coneix com a Punta Falconera.
El cap de Salou forma un petit massís que té a terra una petita extensió boscosa principalment formada per pinedes de pi blanc i pi pinyer. Hi destaca les zones boscoses del pinar de la Paella, el Racó de Salou, la Glorieta o el Bosc Gran.
No obstant, està àmpliament urbanitzat. Aquí s'hi trobem, per exemple les urbanitzacions del Port Pirata, Núria, Dunamar, Taurana, Pinosmar o els Bergs.
Està subjecte a l'acció de l'onatge, provocat sobretot pels vents de llevant. Es pot recórrer gràcies a un camí de ronda.